# Heidenheim an der Brenz
Heidenheim an der Brenz – miasto powiatowe w Niemczech, w kraju związkowym Badenia-Wirtembergia, w rejencji Stuttgart, w regionie Ostwürttemberg, siedziba powiatu Heidenheim, oraz wspólnoty administracyjnej Heidenheim an der Brenz. Leży w Jurze Szwabskiej, nad rzeką Brenz, ok. 70 km na wschód od Stuttgartu, przy granicy z Bawarią. Przez miasto przebiegają drogi krajowe B19 i B466, a ok. 3 km na wschód od centrum zlokalizowana jest autostrada A7. W dosłownym tłumaczeniu nazwa miasta oznacza „dom pogan nad Brenz”.
W mieście znajduje się stacja kolejowa Heidenheim.

## Historia
W starożytności w miejscu dzisiejszego miasta istniała rzymska osada. Było to Castellum Aquilea leżące na tzw. ziemiach dziesięcinnych tuż przy limesie górnogermańsko-retyckim.
We wrześniu 1979 urządzono w mieście dwutygodniową wystawę Polska gościem w Heidenheim, mającą na celu zobrazowanie dorobku kulturalnego Polski. Towarzyszyły jej wykłady historyczne i dyskusje o współpracy polsko-niemieckiej.

## Współpraca
Miejscowości partnerskie:
- Cleveland, USA
- Clichy, Francja
- Döbeln, Saksonia
- Jihlava, Czechy
- Newport, Walia
- Qianjiang, Chiny
- Sisak, Chorwacja
- St. Pölten, Austria

## Sport
- Klub baseballowy grający w niemieckiej lidze – Heidenheim Heideköpfe.
- 1. FC Heidenheim – klub piłkarski występujący od sezonu 2023/24 w Bundeslidze

## Szkolnictwo
W mieście działa tzw. Akademia Zawodowa (Berufsakademie), której uczniowie aby się w niej uczyć muszą mieć podpisaną umowę z wybraną firmą, która zapewnia miejsce praktyk. Rok akademicki podzielony jest tutaj na dwie fazy: praktyczną i teoretyczną.

## Osoby urodzone w Heidenheim an der Brenz
- Ralf Bißdorf – niemiecki szermierz, florecista
- Horst Blankenburg – niemiecki piłkarz
- Ufuk Budak – azerski piłkarz
- Ingeborg Gräßle – niemiecka polityk, eurodeputowana
- Walter Kasper – niemiecki duchowny katolicki, kardynał
- Eugen Loderer – niemiecki polityk
- Ricarda Multerer – niemiecka szpadzistka, wicemistrzyni świata
- Bernd Nehrig – niemiecki piłkarz
- Erwin Rommel – marszałek polny III Rzeszy, dowódca Afrika Korps, zwany Lisem pustyni (Wüstenfuchs)
- Arnd Schmitt – niemiecki szermierz, szpadzista
- Gerhard Thiele – niemiecki fizyk i astronauta

## Przypisy

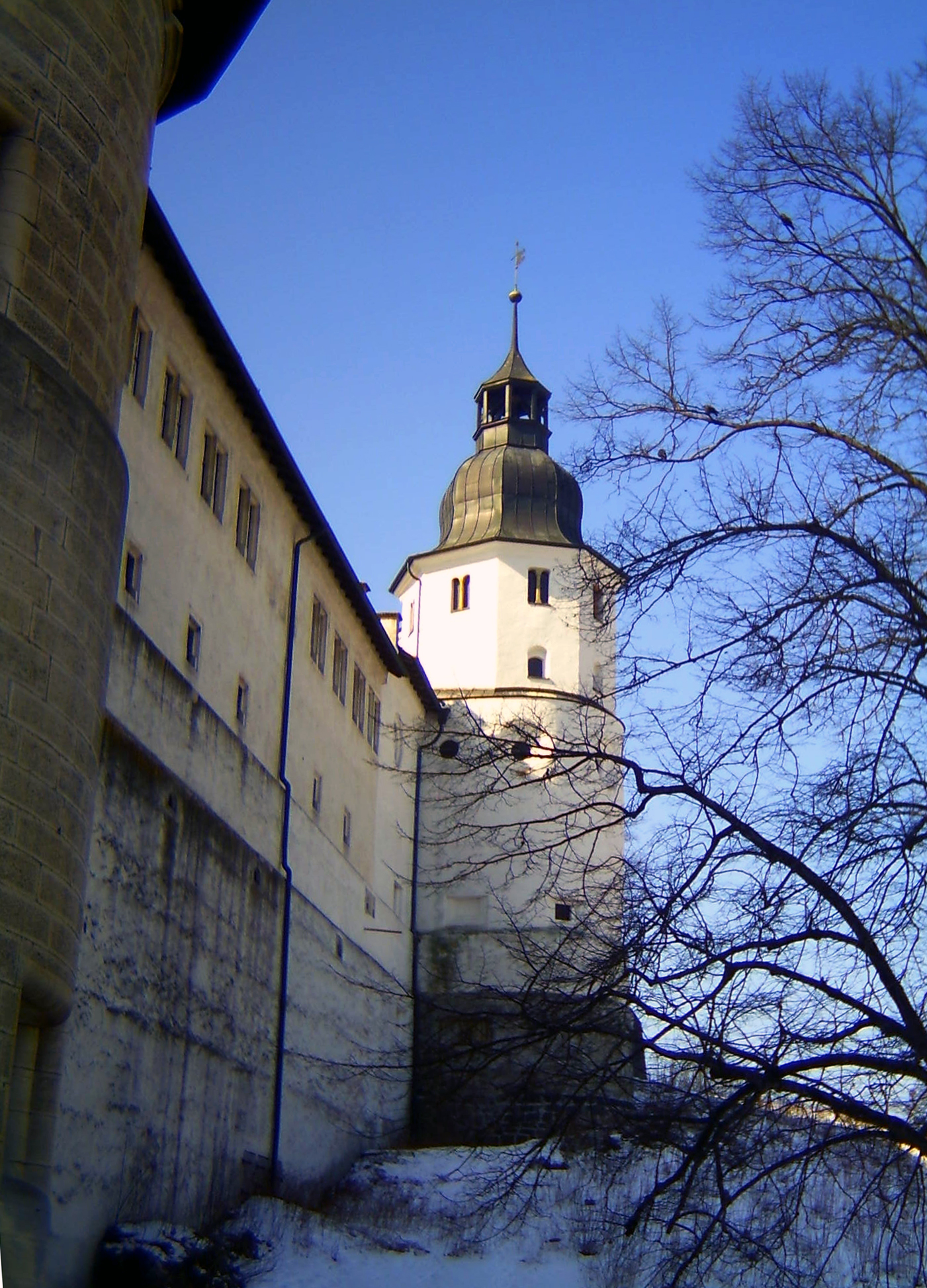
Zamek Hellenstein

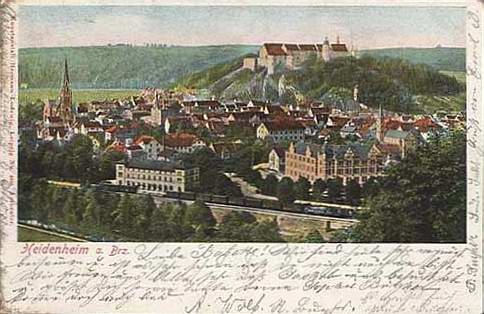
Heidenheim an der Brenz z 1902